# Vliegvelden gesorteerd naar IATA-code Z
Dit is een lijst van vliegvelden gesorteerd op IATA-code met de beginletter Z.
| IATA | ICAO | Luchthaven                       | Stad                       | Land        |
| ---- | ---- | -------------------------------- | -------------------------- | ----------- |
| ZAD  | LDZD | Zadar                            | Zadar                      | Kroatië     |
| ZAG  | LDZA | Franjo Tudman                    | Zagreb                     | Kroatië     |
| ZAH  | OIZH | Zahedan Intl                     | Zahedan                    | Iran        |
| ZAM  | RPMZ | Zamboanga                        | Zamboanga                  | Filipijnen  |
| ZAZ  | LEZG | Zaragoza Airport                 | Zaragoza                   | Spanje      |
| ZBF  | CZBF | Bathurst                         | Bathurst, New Brunswick    | Canada      |
| ZCL  | MMZC | Leobardo C. Ruiz Intl            | Zacatecas                  | Mexico      |
| ZIH  | MMZH | Ixtapa/Zihuatanejo International | Ixtapa/Zihuatanejo         | Mexico      |
| ZNZ  | HTZA | Zanzibar International           | Zanzibar                   | Tanzania    |
| ZQW  | EDRZ | Zweibrücken                      | Saarbrücken                | Duitsland   |
| ZRH  | LSZH | Zurich Airport                   | Zurich                     | Zwitserland |
| ZSE  | FMEP | Pierrefonds                      | Saint Pierre de la Réunion | Réunion     |
| ZTH  | LGZA | Dionisios Salomos                | Zakinthos                  | Griekenland |

A · B · C · D · E · F · G · H · I · J · K · L · M · N · O · P · Q · R · S · T · U · V · W · X · Y · Z · (alles)